# STV Horst-Emscher
STV Horst-Emscher – niemiecki klub piłkarski z siedzibą w mieście Gelsenkirchen (Horst to dzielnica Gelsenkirchen), w kraju związkowym Nadrenia Północna-Westfalia, działający w latach 1892–1973 oraz 1978-2007 (w 2007 roku sekcja piłkarska przeszła do klubu BV Horst Süd 1962).

## Historia
- 1892 – został założony jako TV Horst 1892
- 1906 – założenie w klubie sekcji piłkarskiej
- 1920 – połączył się z Turngemeinde 1912 Horst  tworząc STV Horst-Emscher
- 1973 – połączył się z Eintracht Gelsenkirchen tworząc STV Eintracht Gelsenkirchen-Horst
- 1978 – zmienił nazwę na STV Horst-Emscher – rozłączenie się klubów (likwidacja fuzji)
- 1999 – został rozwiązany (ogłosił upadłość)
- 1999 – został na nowo założony jako STV Horst-Emscher Husaren
- 2007 – połączył się z BV Horst Süd 1962

## Sukcesy
- 8 sezonów w Oberlidze West (1. poziom): 1947/48-1953/54 i 1958/59.
- 8 sezonów w 2. Oberlidze West (2. poziom): 1954/55-1957/58 i 1959/60-1962/63.
- 3 sezony w Regionallidze West (2. poziom): 1963/64-1965/66.
- 2. Oberliga West (2. poziom): 1958 (mistrz – awans do Oberligi West)